# Laguna Woods, Kalifornien
Laguna Woods är en stad (city) i Orange County, i delstaten Kalifornien, USA. Enligt United States Census Bureau har staden en folkmängd på 16 438 invånare (2011) och en landarea på 8,1 km².